# WorldWide Telescope
WorldWide Telescope（以下縮寫為WWT）是微軟所推出的一款免費的天文觀測軟體，於2008年的TED大會首度公開，不過WWT的開發可追溯到2002年。WWT中使用了微軟自家開發的Silverlight技術來呈現動態視覺效果。

## 外部連結
- WorldWide Telescope官方網站 （页面存档备份，存于）